# GDP-4-deidro-D-ramnosio reduttasi
La GDP-4-deidro-D-ramnosio reduttasi è un enzima appartenente alla classe delle ossidoreduttasi, che catalizza la seguente reazione:
GDP-6-deossi-D-mannosio + NAD(P)+ ⇄ GDP-4-deidro-6-deossi-D-mannosio + NAD(P)H + H+
Nella reazione inversa si forma una miscela di GDP-D-ramnosio e del suo epimero C-4.